# Leichtathletik-Weltmeisterschaften 2005/50 km Gehen der Männer
Das 50-km-Gehen der Männer bei den Leichtathletik-Weltmeisterschaften 2005 wurde am 12. August 2005 in den Straßen der finnischen Hauptstadt Helsinki ausgetragen.
In diesem Wettbewerb errangen die russischen Geher einen Doppelerfolg. Weltmeister wurde Sergei Kirdjapkin. Silber gewann der Olympiadritte von 2004 und Vizeeuropameister von 2002 Alexei Wojewodin. Bronze ging an den Italiener Alex Schwazer.

## Bestehende Rekorde
| Weltbestzeit | 3:35:29 h | Denis Nischegorodow | Tscheboksary, Russland       | 14. Juni 2004   |
| Weltrekord   | 3:36:03 h | Robert Korzeniowski | WM 2003 in Paris, Frankreich | 23. August 2003 |
| WM-Rekord    | 3:36:03 h | Robert Korzeniowski | WM 2003 in Paris, Frankreich | 23. August 2003 |

Anmerkung:

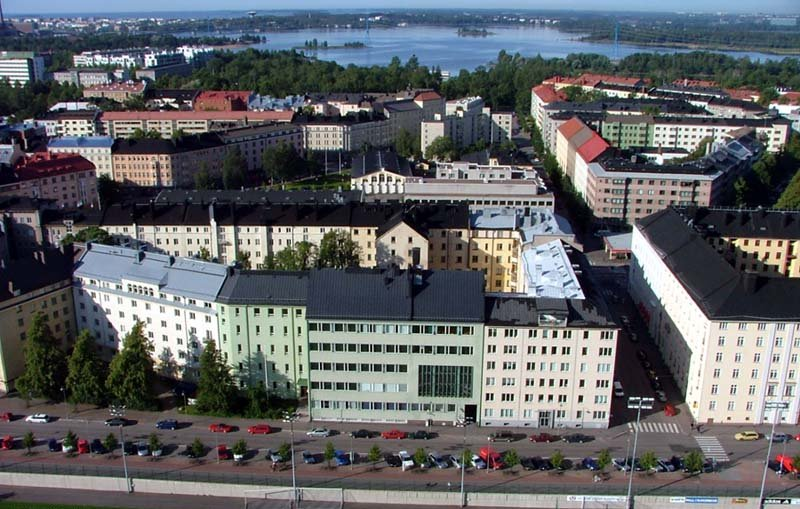
Blick auf Helsinkis Töölö Distrikt vom Tower des Olympiastadions aus, August 2004

Rekorde wurden im Marathonlauf und Straßengehen wegen der unterschiedlichen Streckenbeschaffenheiten mit Ausnahme von Meisterschaftsrekorden über viele Jahrzehnte hinweg nicht geführt. Ab 2003 erkannte die IAAF dann auch Rekorde an. Robert Korzeniowski erzielte bei den Weltmeisterschaften 2003 mit seiner Zeit den ersten offiziellen Weltrekord im 50-km-Gehen. Der oben aufgeführten Weltbestzeit des Russen Denis Nischegorodow blieb die Anerkennung als Weltrekord versagt, was in den Meldemodalitäten begründet war. 2008 verbesserte Nischegorodow dann die inzwischen nochmal gesteigerte Bestmarke wiederum in Tscheboksary, und diesmal wurde seine Zeit von 3:34:14 h auch als offizieller Weltrekord anerkannt.
Der bestehende WM-Rekord wurde bei diesen Weltmeisterschaften nicht eingestellt und nicht verbessert.
Es gab zwei neue Landesrekorde:
- 3:41:54 h – Alex Schwazer, Italien
- 3:44:04 h – Trond Nymark, Norwegen

## Durchführung
Hier gab es keine Vorrunde, alle 44 Geher traten gemeinsam zum Finale an.

## Ergebnis
12. August 2005, 11;35 Uhr
| Platz | Name                | Nation                 | Zeit (h)   |
| ----- | ------------------- | ---------------------- | ---------- |
| 1     | Sergei Kirdjapkin   | Russland               | 3:38:08    |
| 2     | Alexei Wojewodin    | Russland               | 3:41:25    |
| 3     | Alex Schwazer       | Italien                | 3:41:54 NR |
| 4     | Trond Nymark        | Norwegen               | 3:44:04 NR |
| 5     | Zhao Chengliang     | Volksrepublik China    | 3:44:45    |
| 6     | Omar Zepeda         | Mexiko                 | 3:49:01    |
| 7     | Roman Magdziarczyk  | Polen                  | 3:49:55    |
| 8     | Yūki Yamazaki       | Japan                  | 3:51:15    |
| 9     | Horacio Nava        | Mexiko                 | 3:53:57    |
| 10    | Peter Korcok        | Slowakei               | 3:55:02    |
| 11    | Tim Berrett         | Kanada                 | 3:55:48    |
| 12    | Julio René Martínez | Guatemala              | 3:57:56    |
| 13    | Marco De Luca       | Italien                | 3:58:32    |
| 14    | Denis Langlois      | Frankreich             | 3:59:31    |
| 15    | Ken Akashi          | Japan                  | 3:59:35    |
| 16    | Kim Dong-young      | Südkorea               | 4:01:25    |
| 17    | Modris Liepinš      | Lettland               | 4:01:54    |
| 18    | Miloš Bátovský      | Slowakei               | 4:05:44    |
| 19    | Sergei Korepanow    | Kasachstan             | 4:06:23    |
| 20    | Pedro Martins       | Portugal               | 4:08:12    |
| 21    | Antti Kempas        | Finnland               | 4:10:30    |
| 22    | Jorge Costa         | Portugal               | 4:22:17    |
| 23    | Phillip Dunn        | USA                    | 4:25:27    |
| DNF   | Rafał Fedaczyński   | Polen                  |            |
| DNF   | Sérgio Galdino      | Brasilien              |            |
| DNF   | Xing Shucai         | Volksrepublik China    |            |
| DNF   | Andrey Stepanchuk   | Belarus                |            |
| DNF   | Han Yuchen          | Volksrepublik China    |            |
| DNF   | Luis García         | Guatemala              |            |
| DNF   | Oleksiy Kazanin     | Ukraine                |            |
| DSQ   | Viktar Ginko        | Belarus                |            |
| DSQ   | Aigars Fadejevs     | Lettland               |            |
| DSQ   | Yohann Diniz        | Frankreich             |            |
| DSQ   | Mikel Odriozola     | Spanien                |            |
| DSQ   | Aleksandar Raković  | Serbien und Montenegro |            |
| DSQ   | Craig Barrett       | Neuseeland             |            |
| DSQ   | Diego Cafagna       | Italien                |            |
| DSQ   | Grzegorz Sudoł      | Polen                  |            |
| DSQ   | Jani Lehtinen       | Finnland               |            |
| DSQ   | Fredrik Svensson    | Schweden               |            |
| DSQ   | Jesús Ángel García  | Spanien                |            |
| DSQ   | Miguel Solis        | Mexiko                 |            |
| DSQ   | Wladimir Kanaikin   | Russland               |            |
| DSQ   | Miloš Holuša        | Tschechien             |            |

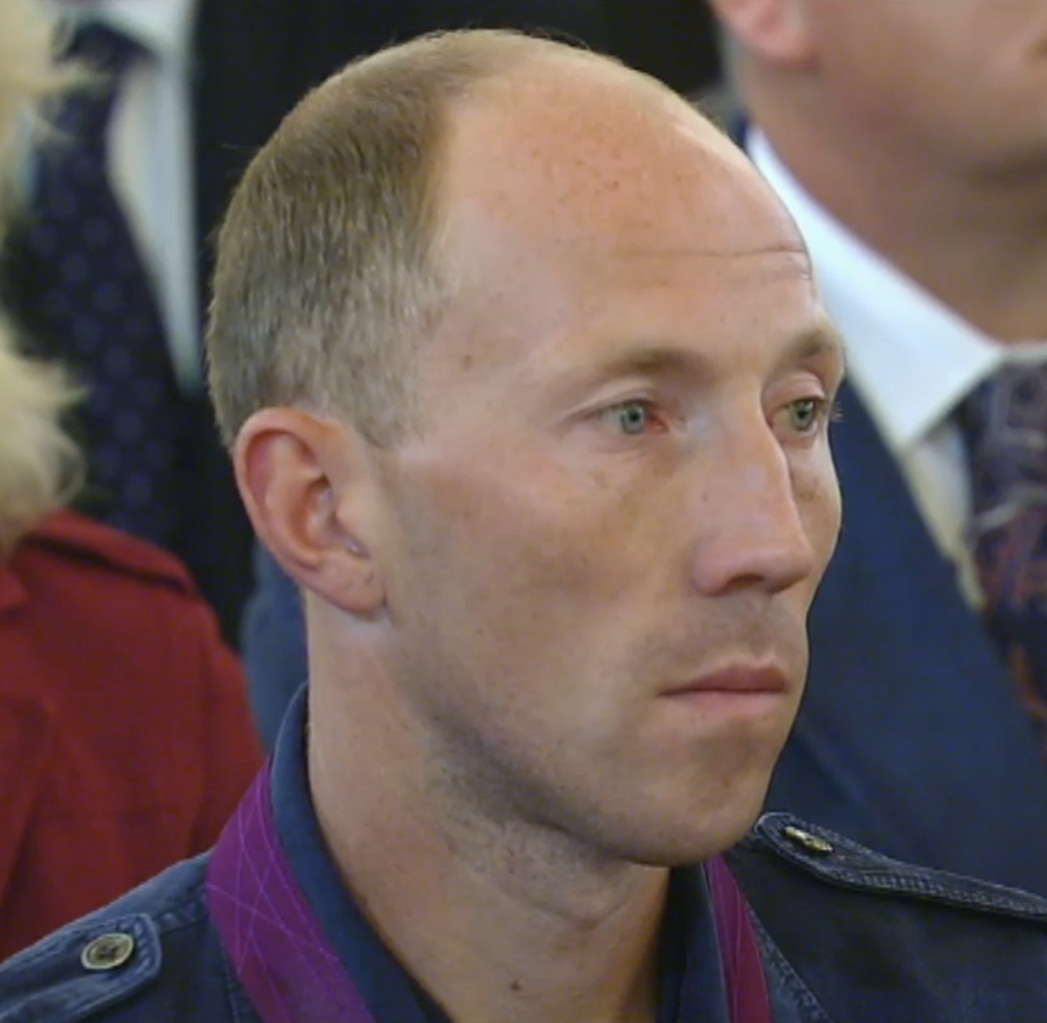
Weltmeister Sergei Kirdjapkin

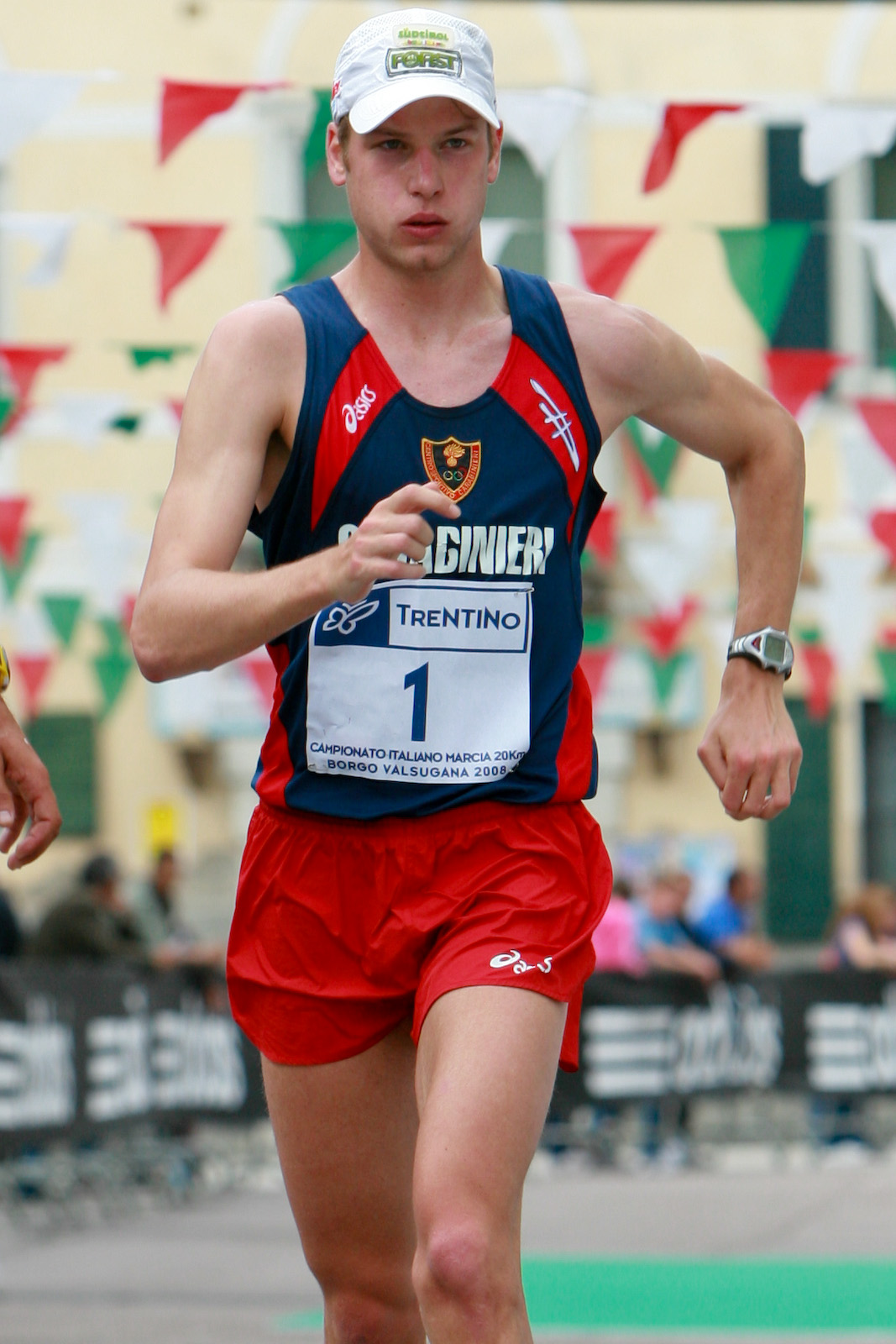
Bronzemedaillengewinner Alex Schwazer

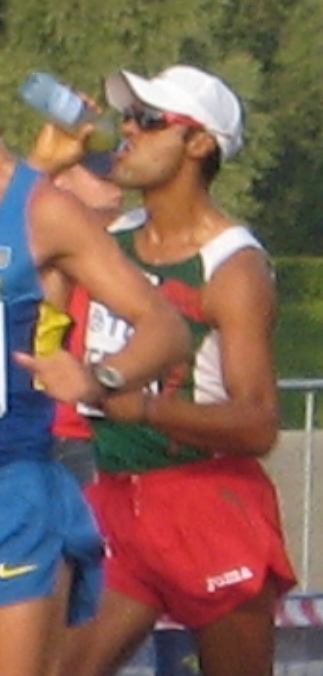
Omar Zepeda erreichte den sechsten Platz

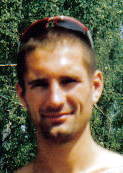
Roman Magdziarczyk belegte Rang sieben
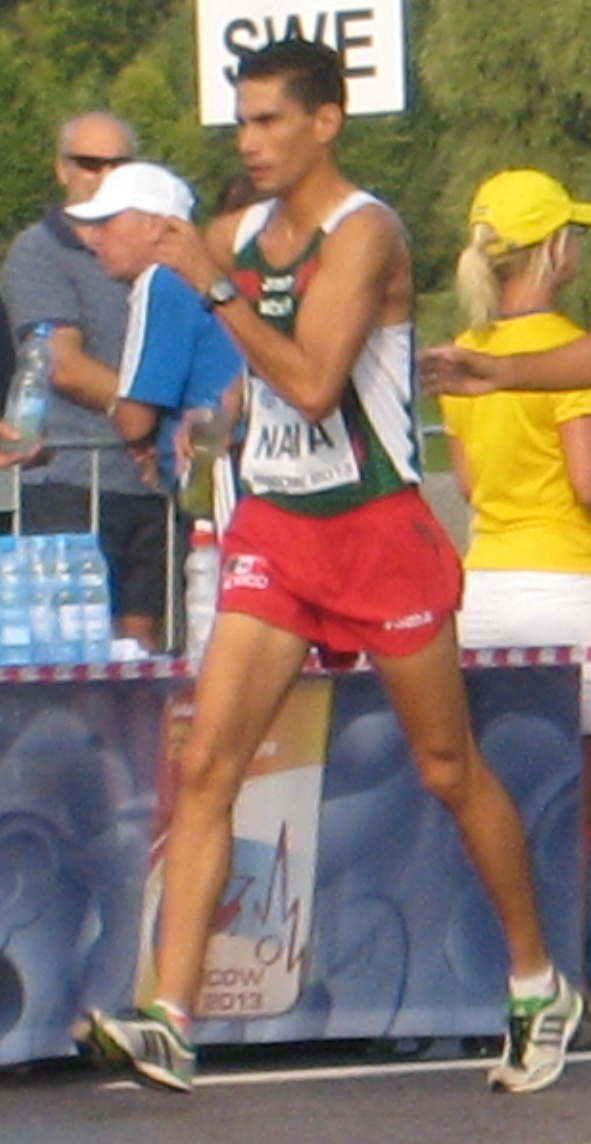
Horacio Nava wurde Neunter
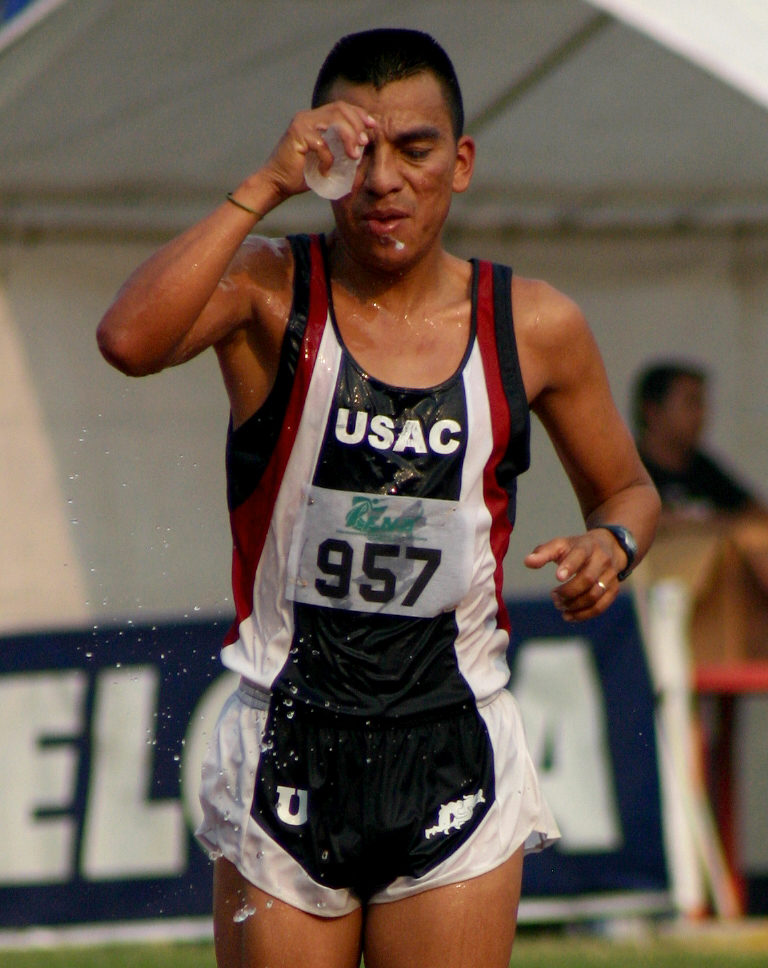
Der zwölftplatzierte Julio René Martínez

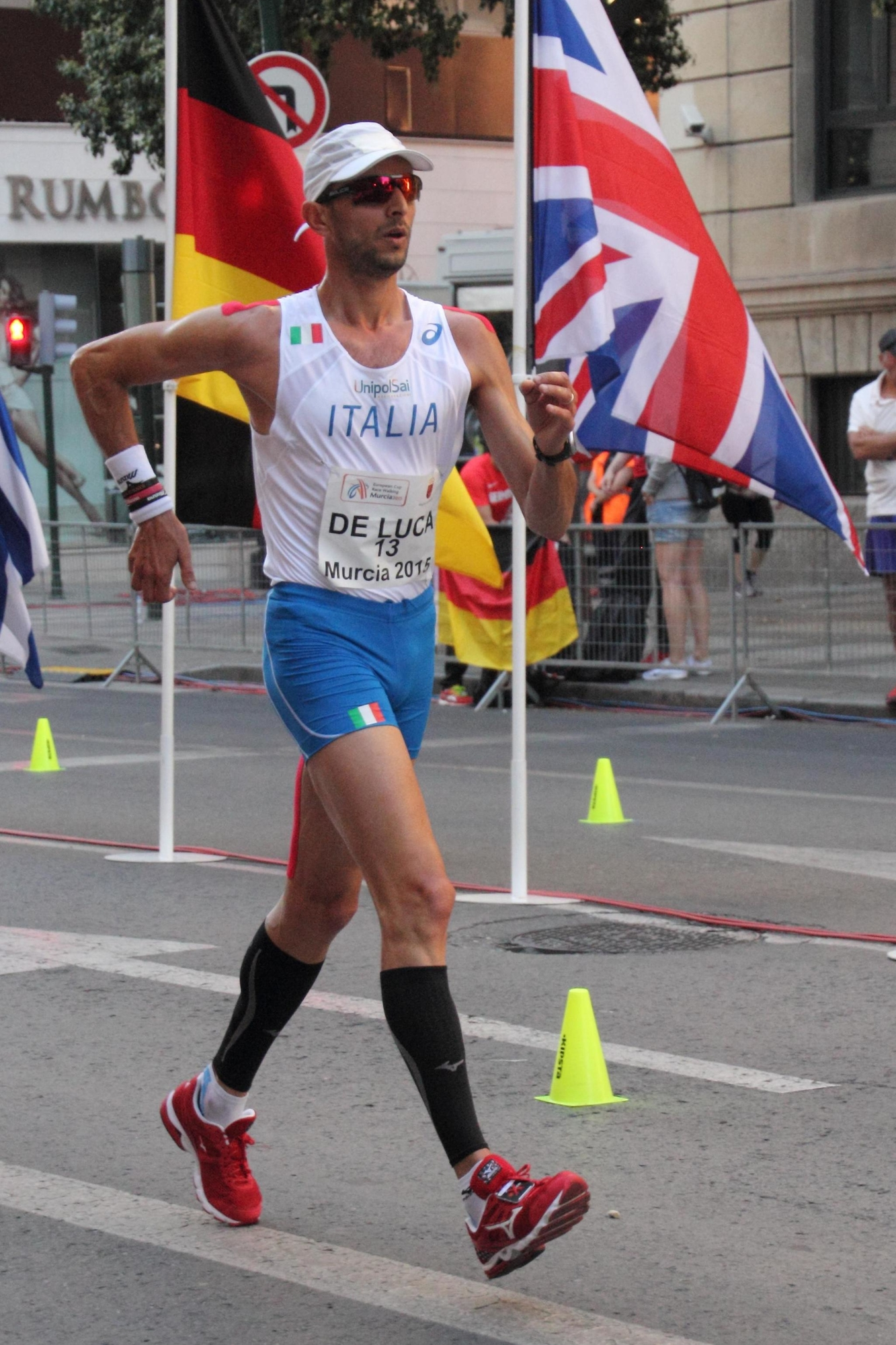
Marco De Luca kam auf den dreizehnten Platz
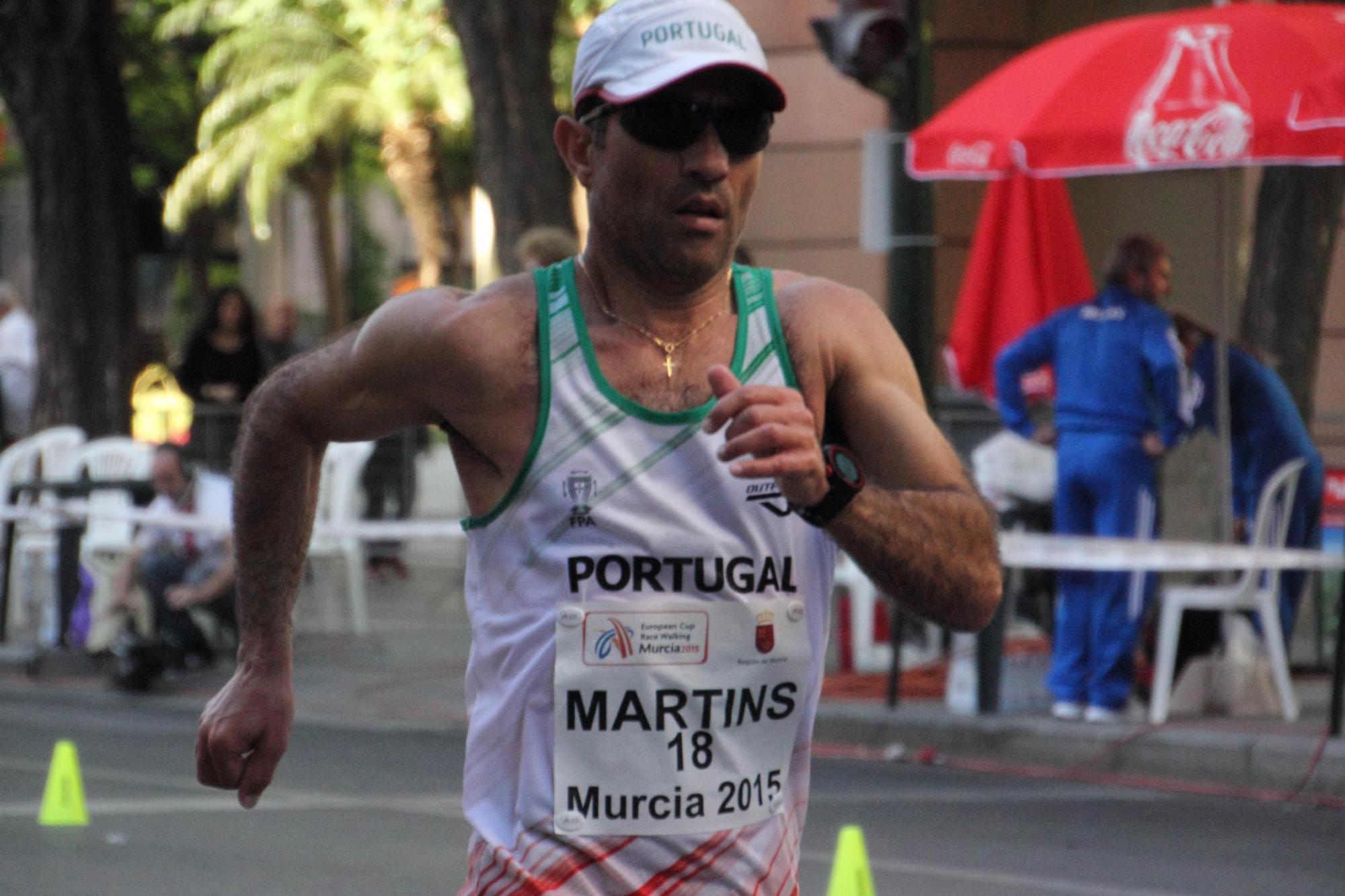
Rang zwanzig für Pedro Martins
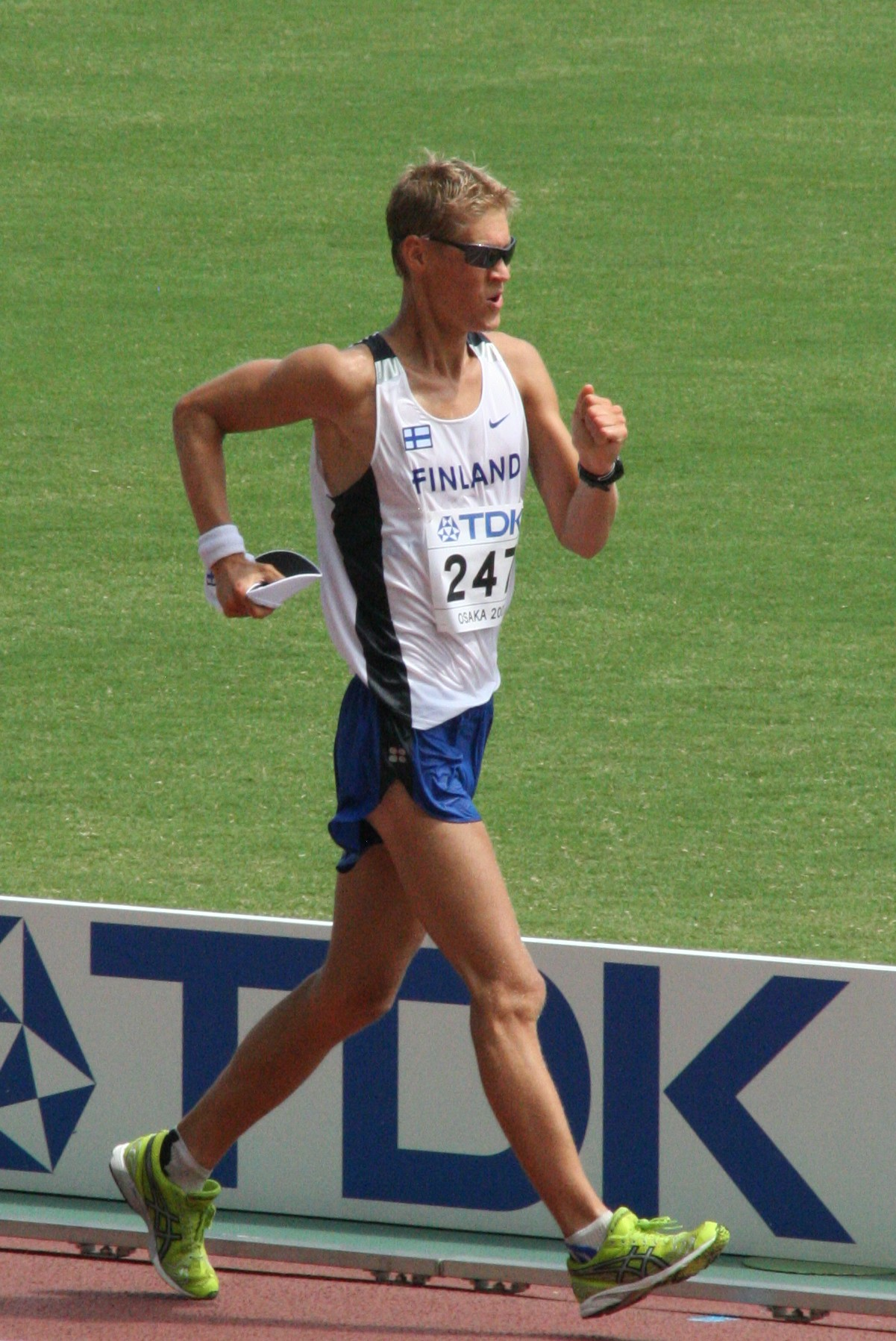
Antti Kempas erreichte Platz 21

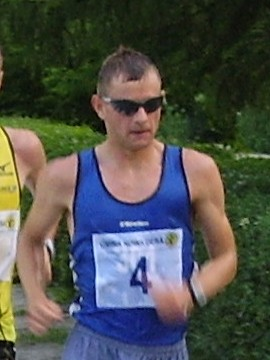
Rafał Fedaczyński – Wettkampf nicht beendet
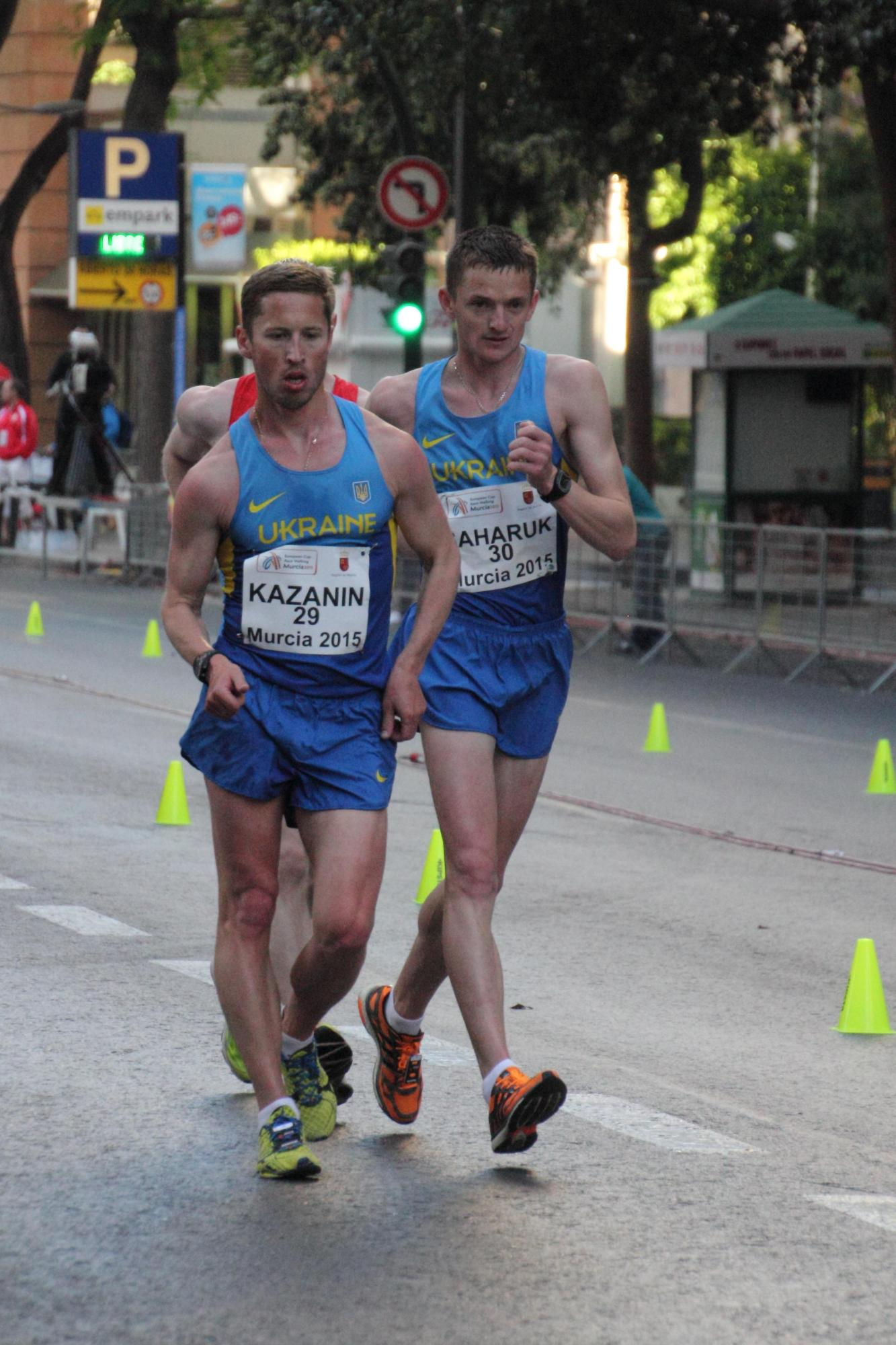
Oleksiy Kazanin (links) – Wettkampf nicht beendet
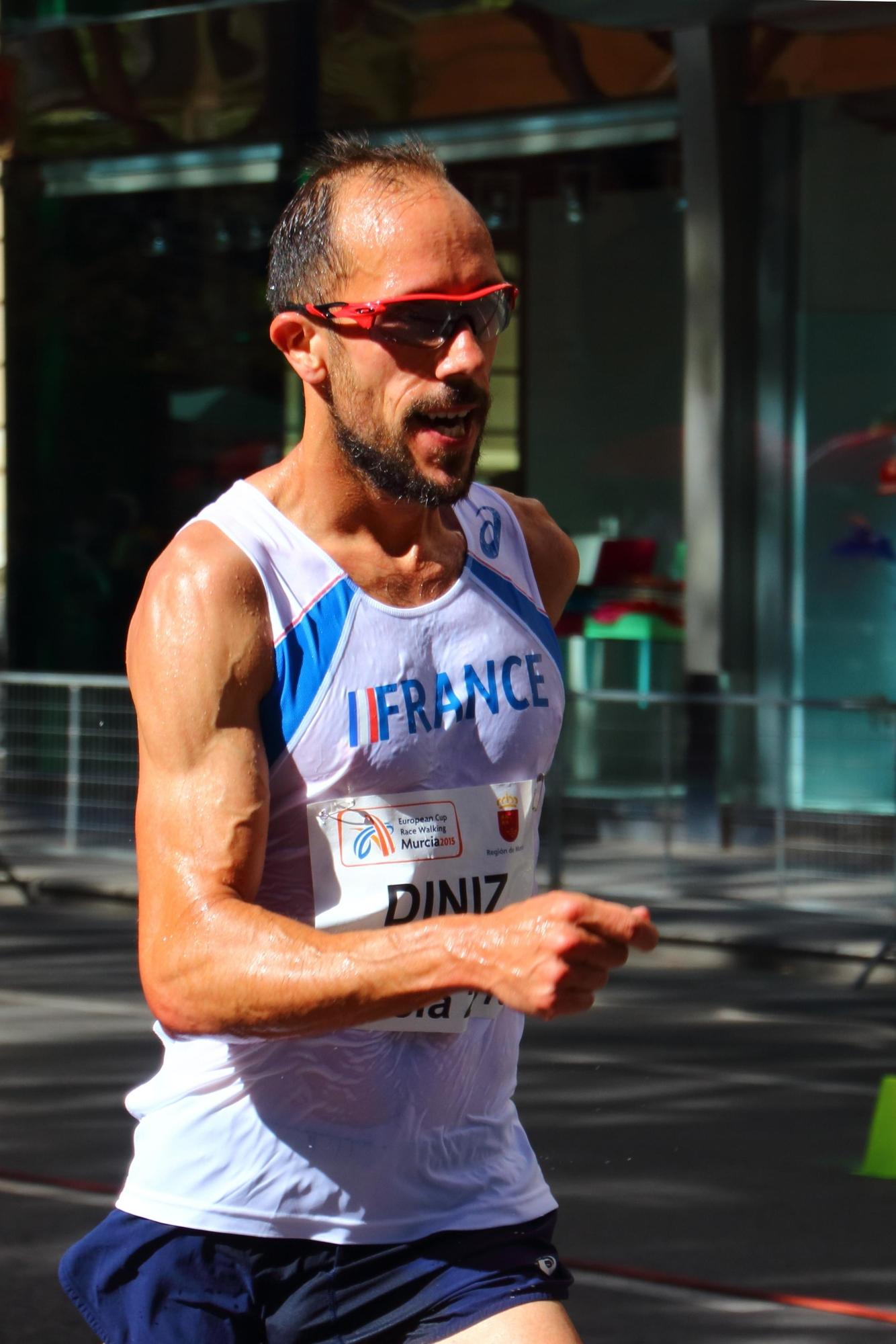
Yohann Diniz – disqualifiziert
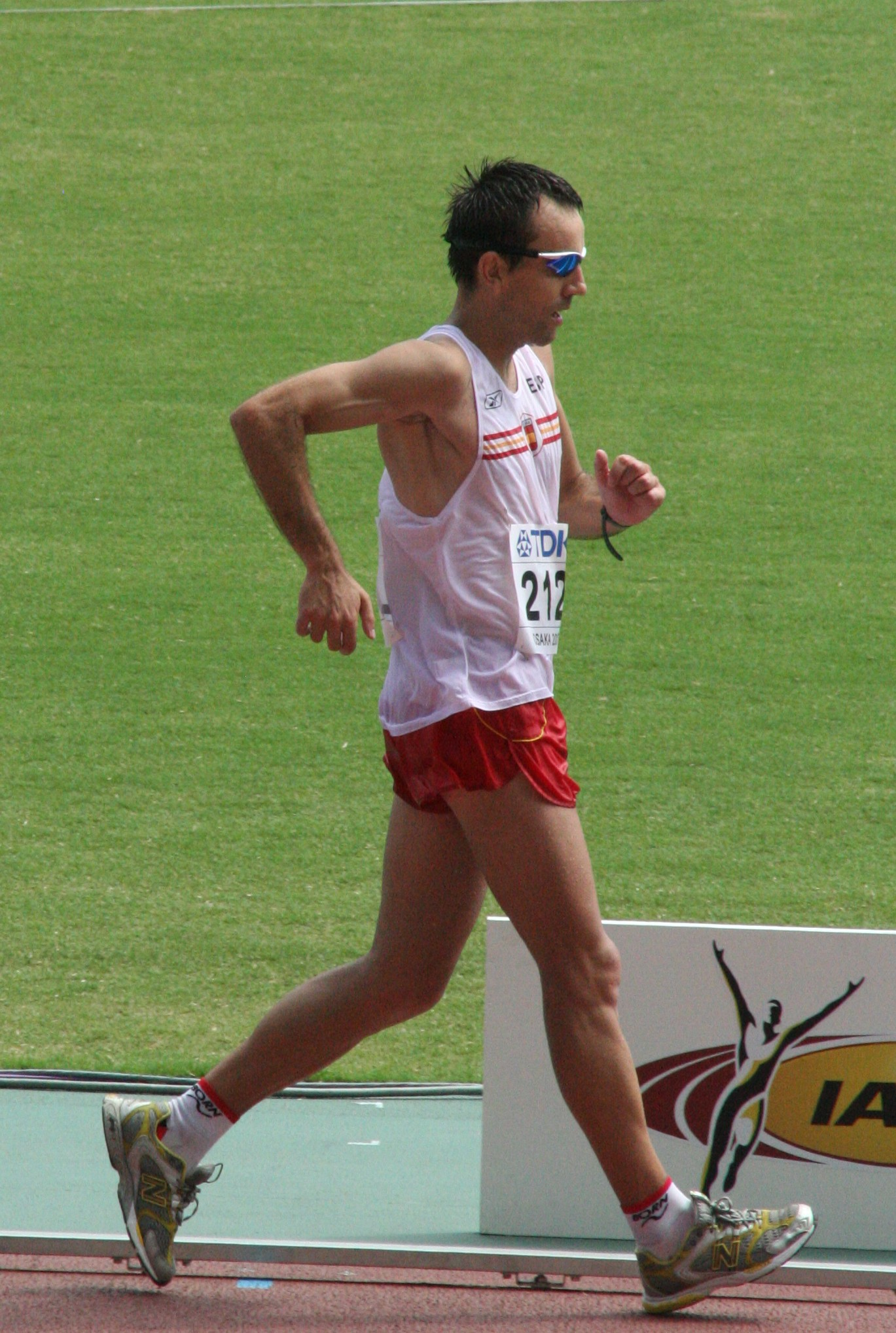
Mikel Odriozola – disqualifiziert
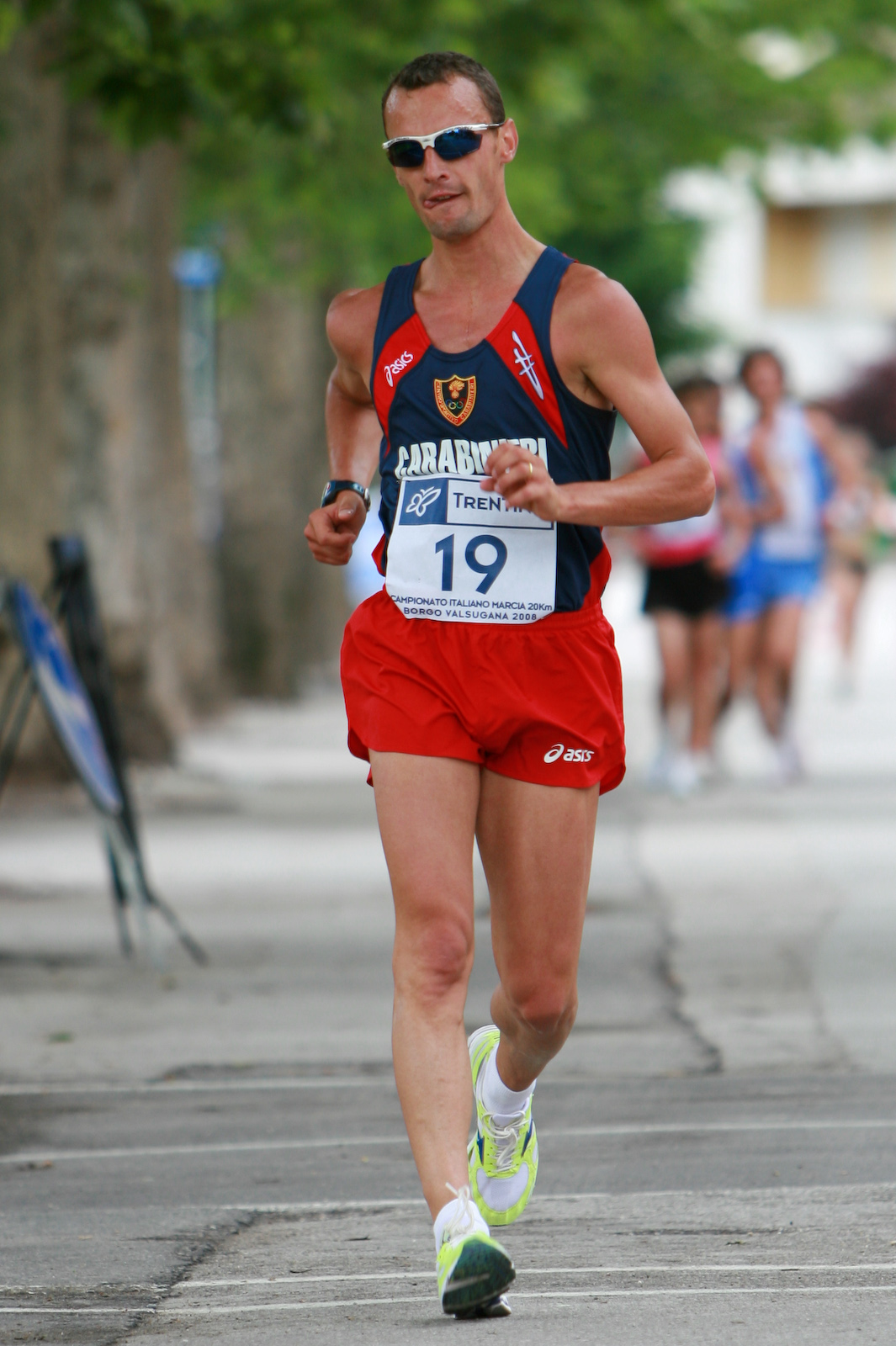
Diego Cafagna – disqualifiziert
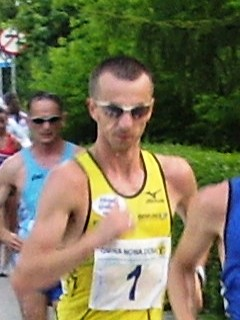
Grzegorz Sudoł – disqualifiziert
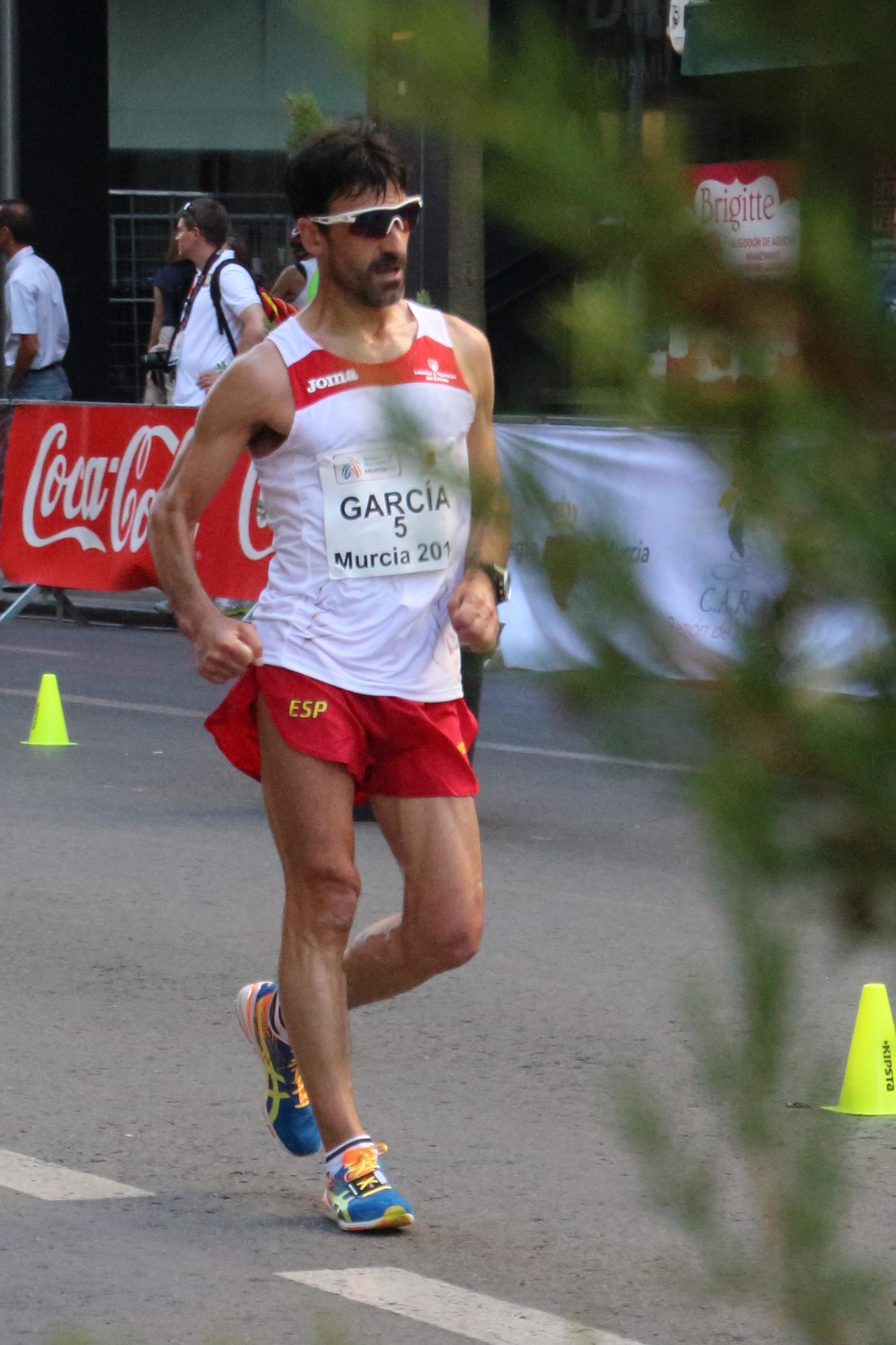
Jesús Ángel García – disqualifiziert